# Lipstick And Barbed Wire
Lipstick And Barbed Wire е седмият студиен албум на нюйорската рок група Ерик Стюарт Бенд. Текстовете на песните са писани от вокалиста Ерик Стюарт.

## Песни
1. My Love Can Change That 3:04
2. Step Into The Light 4:05
3. Don't Let The Door Hit Ya 3:03
4. Written In The Stars 3:48
5. Lipstick And Barbed Wire 4:22
6. Concrete Cowboy 3:38
7. Best Mistake 4:14
8. Cry Thirty Days And Nights Of Rain 4:46
9. Justified (Дует с Питър Фрамптън) 4:17
10. Broken Heart Highway 3:16
11. Tear This Down 3:23
12. Running Out Of Time 4:01
13. Strangers In A Strange Town 4:28
14. Your Eyes Don't Lie 3:07
15. At The End 4:16

## Членове
- Ерик Стюарт – Вокалист и ритъм китара
- Кестър Уелш – Соло китара
- Гари Брюер – Бас китара
- Фил Никс – Барабани
- Джена Мализиа – Вокали